# بحارانيات
البحارانيات أو النوتلويدات هي رتبة تتضمّن النوتيات الحديثة إضافة إلى أسلافها وأقاربها التطورية. ظهرت هذه المجموعة خلال العصر الديفوني، ثم أصبحت منتشرة وكبيرة خلال الفترة المتأخرة من الحقبة الأولى والمبكرة من الحقبة الوسطى، لكن اليوم لا تمثلها إلا أنواع معدودة من جنس النوتيات.
تنقسم النوتلويدات إلى 34 فصيلة و184 جنساً، بالرغم من أن بعض المصنّفين يُقسّمونهم إلى 24 فصيلة و165 جنس. لكن هناك إجماع على أن النوتلويدات هي أكبر رتب النوتويديات على الإطلاق.

## بُنية الأصداف
بالرغم من أن أصداف النوتلويدات كانت تختلف في أشكالها خلال العصر الديفوني (حيث كانت منها المخروطية المقوسة وعشوائية الالتفاف والحلزونيّة ومعقّدة الشكل إلخ..)، لكن أصبحت لاحقاً الأصداف الحلزونية والمخروطية المقوّسة (شكلها مخروطي لكنه منحنٍ وملتوٍ) نادرةً أو اختفت جميعاً خلال فترة واحدة لسبب غير مفهوم. ومن ذلك الوقت فصاعداً أصبح شكل أصدافها الاعتيادي هو الشكل المعقّد.

## التاريخ التطوري

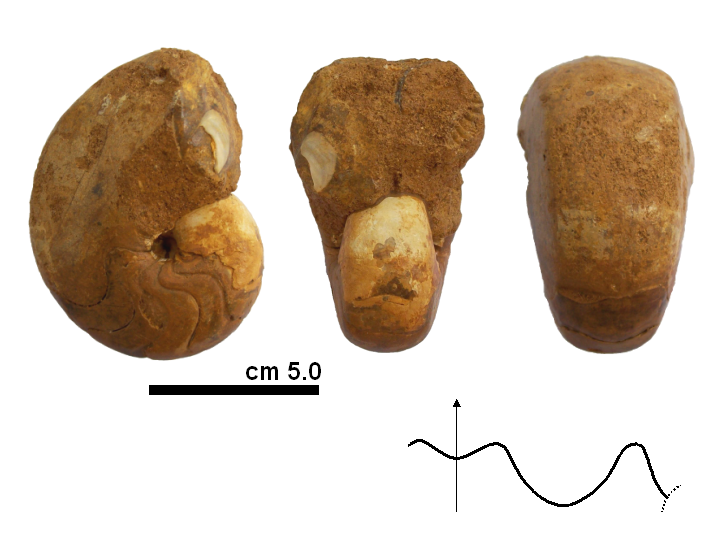
أحافير لأصداف نوتلويدات قديمة.

بالرغم من أن أسلاف النوتلويدات كانوا يُعتبرون سابقاً من ضمن «ممتدّات الأصداف» (الأورثوسيرات) من رأسيات الأرجل والذين أصبحوا تدريجياً نوتيات حلزونية، فإنه من المتفق عليه عموماً الآن أن «الأونوسيريدات» (رتبة من النوتويديات) هي التي تطورت لاحقاً إلى النوتلويدات. بشكل عام، تملك النوتلويدات تاريخاً تطورياً غنياً ومعقداً، لكن تفاصيل التصنيف العلمي والتطوري تبقى مبهمة، ومع هذا فإن النموذج العام واضح. فمنذ البداية المتواضعة للنوتلويدات في الدفوني السفلي، ازداد عدد أجناسها من 1 أو 2 إلى دزينة (12) على الأقل خلال السفلي المتأخر وإلى 22 خلال الديفوني الأوسط. لكن حدث انحدار لها خلال العصر الديفوني المتأخر، لم تسجل سوى 3 أجناس نجت منه. وبالرغم من هذا الانحدار الحاد، فقد ازدهرت هذه الرخويات ازدهاراً هائلاً خلال العصر الفحمي، حيث أننا نعرف 16 فصيلة وحوالي 75 جنساً وتحت جنس من النوتلويدات يَعودون إلى تلك الحقبة.
أما بعد العصر الفحمي، فهناك دلالة على انحدار معتدل ومستمر حدث في الرتبة، حيث أن عدد الفصائل انخفض إلى 10 أو 12 والأجناس إلى 55 خلال العصر البرمي، ثم في العصر الترياسي بلغ عددها ثمانية فصائل و35 جنساً. وبالرغم من هذا فإن النوتلويدات تأثرت بموجة الانقراض العظيمة في نهاية البرمي أقل بكثير من الأمونايتيات المعاصرة لها، حيث أن ثلاث فصائل وعلى الأقل 4 وربما ثمانية أجناس من النوتلويدات نجت من الانقراض. ومنذ الترياسي، فإن «تفاضلها الجسمي» (عدم تطوّر أجسادها كفاية) سبّب عائقاً أمام ازدهارها مجدداً، بالرغم من أنها شهدت تعافياً طفيفاً في الجوراسي المتأخر، وخصوصاً الطباشيري حيث بلغ عدد أجناسها 24، ومع أنها لم تتأثر كأقاربها بانقراض العصر الطباشيري-الثلاثي فإنها انحدرت لاحقاً خلال تلك الحقبة. ولذلك فاليوم لم يَبقى منها إلا جنس واحد ناجٍ هو من النوتيات.

## الحياة
تعيش النوتيات الحديثة (وربما العديد من أنواعها المنقرضة أيضاً) في أماكن عميقةٍ إلى حدّ ما، مع أنها يُمكن أن تصعد إلى الماء الأكثر ضحالة. وهي تتغذى على الأسماك واللافقاريّات. تملك النوتلويدات 38 ذراعاً تطوّق الرأس، وأعينها صغيرة وبدائية. أما فوق الرأس والأذرع فتوجد قلنسوة جلدية لحماية الحيوان، حيث أنها تعمل كباب لإغلاق الصدفة عندما يَنسحب الحيوان داخلها أثناء هجوم عدوٍّ عليه. تستمر مدة التطوّر داخل البيضة عند النوتيات الحديثة لأكثر من عام. ثم تأخذ من ثلاث إلى أربعة أعوام لكي تصل سن البلوغ. أما الحيوان البالغ فيُمكن أن يَعيش حتى سن العشرين عاماً.